# Sollevamento pesi ai Giochi della VII Olimpiade - Pesi leggeri
La competizione della categoria pesi leggeri (fino a 67,5 kg) di sollevamento pesi ai Giochi della VII Olimpiade si tenne il giorno dal 29 agosto 1920 allo Stadio Olimpico di Anversa

## Risultati
| Pos. | Concorrenti            | Nazione       | Totale | Alzate               | Alzate               | Alzate               |
| Pos. | Concorrenti            | Nazione       | Totale | Strappo con una mano | Slancio con una mano | Slancio con due mani |
| ---- | ---------------------- | ------------- | ------ | -------------------- | -------------------- | -------------------- |
| 1    | Alfred Neuland         | Estonia       | 257,5  | 72,5                 | 75,0                 | 110,0                |
| 2    | Louis Williquet        | Belgio        | 240,0  | 60,0                 | 75,0                 | 105,0                |
| 3    | Georges Rooms          | Belgio        | 230,0  | 55,0                 | 70,0                 | 105,0                |
| 4    | Giulio Monti           | Italia        | 230,0  | 55,0                 | 70,0                 | 105,0                |
| 5    | Karl Olofsson          | Svezia        | 220,0  | 55,0                 | 70,0                 | 95,0                 |
| 5    | Fernand Arnout         | Francia       | 220,0  | 60,0                 | 60,0                 | 100,0                |
| 7    | Jean Vaquette          | Francia       | 215,0  | 55,0                 | 65,0                 | 95,0                 |
| 8    | Johny Grün             | Lussemburgo   | 210,0  | 52,5                 | 67,5                 | 90,0                 |
| 8    | Wilhelmus van Nimwegen | Paesi Bassi   | 210,0  | 55,0                 | 65,0                 | 90,0                 |
| 10   | Evangelos Menexis      | Grecia        | 205,0  | 50,0                 | 60,0                 | 95,0                 |
| 11   | Thorvald Hansen        | Danimarca     | 202,5  | 52,5                 | 55,0                 | 95,0                 |
| 12   | Percival Mills         | Gran Bretagna | 192,5  | 50,0                 | 57,5                 | 85,0                 |